# The Platinum Collection (álbum de Queen)
The Platinum Collection: Greatest Hits I, II & III es una caja recopilatoria de la banda británica Queen que incluye sus tres álbumes de grandes éxitos, Greatest Hits, Greatest Hits II y Greatest Hits III. El álbum fue originalmente publicado el 13 de noviembre de 2000 a través de Parlophone Records. Un folleto con hechos de canciones fue también incluido con los tres CD. 
El lanzamiento de Estados Unidos fue aplazado por Hollywood Records hasta septiembre de 2002 y presentaba la edición remasterizada de Japón del 2001 de Greatest Hits I & II en las versiones de Estados Unidos y Canadá.  
El álbum alcanzó el número 2 en el Reino Unido. En el 2022 fue nuevamente publicado en una caja en vinylo  de color. 
En 27 de junio de 2011, como parte del 40th aniversario de Queen, The Platinum Collection fue publicado nuevamente en Reino Unido así como también en otros territorios. El lanzamiento consistía en la remasterización de los tres álbumes.
En 2018, el álbum alcanzó el número 9 en los Billboard 200 siguiendo el éxito de la película y la banda sonora de Bohemian Rhapsody, siendo esta la primera vez con dos álbumes en las listas estadounidenses alcanzando el top 10.
En 2019, el álbum alcanzó una posición mayor en el número 6 en los Billboard 200 gracias al precio de venta en la iTunes Store durante la semana de seguimiento.

## Lista de canciones
| Disco uno: Greatest Hits (1981) |                                       |                 |          |  |
| N.º                             | Título                                | Escritor(es)    | Duración |  |
| 1.                              | «Bohemian Rhapsody»                   | Freddie Mercury | 5:55     |  |
| 2.                              | «Another One Bites the Dust»          | John Deacon     | 3:35     |  |
| 3.                              | «Killer Queen»                        | Mercury         | 2:59     |  |
| 4.                              | «Fat Bottomed Girls» (single version) | Brian May       | 3:22     |  |
| 5.                              | «Bicycle Race»                        | Mercury         | 3:00     |  |
| 6.                              | «You're My Best Friend»               | Deacon          | 2:50     |  |
| 7.                              | «Don't Stop Me Now»                   | Mercury         | 3:29     |  |
| 8.                              | «Save Me»                             | May             | 3:48     |  |
| 9.                              | «Crazy Little Thing Called Love»      | Mercury         | 2:43     |  |
| 10.                             | «Somebody to Love»                    | Mercury         | 4:56     |  |
| 11.                             | «Now I'm Here»                        | May             | 4:14     |  |
| 12.                             | «Good Old-Fashioned Lover Boy»        | Mercury         | 2:53     |  |
| 13.                             | «Play the Game»                       | Mercury         | 3:31     |  |
| 14.                             | «Flash» (single version)              | May             | 2:47     |  |
| 15.                             | «Seven Seas of Rhye»                  | Mercury         | 2:47     |  |
| 16.                             | «We Will Rock You»                    | May             | 2:51     |  |
| 17.                             | «We Are the Champions»                | Mercury         | 3:05     |  |
| 57:55                           |                                       |                 |          |  |

| Disco dos: Greatest Hits II (1991) |                                         |                        |          |  |
| N.º                                | Título                                  | Escritor(es)           | Duración |  |
| 1.                                 | «A Kind of Magic»                       | Roger Taylor           | 4:22     |  |
| 2.                                 | «Under Pressure» (con David Bowie)      | Queen, David Bowie     | 3:56     |  |
| 3.                                 | «Radio Ga Ga»                           | Taylor                 | 5:43     |  |
| 4.                                 | «I Want It All» (single version)        | May                    | 4:01     |  |
| 5.                                 | «I Want to Break Free» (single version) | Deacon                 | 4:18     |  |
| 6.                                 | «Innuendo»                              | Taylor, Mercury        | 6:28     |  |
| 7.                                 | «It's a Hard Life»                      | Mercury                | 4:08     |  |
| 8.                                 | «Breakthru»                             | Taylor, Mercury        | 4:09     |  |
| 9.                                 | «Who Wants to Live Forever»             | May                    | 4:55     |  |
| 10.                                | «Headlong»                              | May                    | 4:31     |  |
| 11.                                | «The Miracle»                           | Mercury, Deacon        | 4:54     |  |
| 12.                                | «I'm Going Slightly Mad»                | Mercury, Peter Straker | 4:08     |  |
| 13.                                | «The Invisible Man»                     | Taylor                 | 3:57     |  |
| 14.                                | «Hammer to Fall» (single version)       | May                    | 3:38     |  |
| 15.                                | «Friends Will Be Friends»               | Mercury, Deacon        | 4:08     |  |
| 16.                                | «The Show Must Go On»                   | May                    | 4:23     |  |
| 17.                                | «One Vision» (single version)           | Queen                  | 4:05     |  |
| 75:44                              |                                         |                        |          |  |

| Disco tres: Greatest Hits III (1999) |                                                                                      |                                     |          |  |
| N.º                                  | Título                                                                               | Escritor(es)                        | Duración |  |
| 1.                                   | «The Show Must Go On» (Live in Paris, 1997) (con Elton John)                         | May                                 | 4:36     |  |
| 2.                                   | «Under Pressure» (Rah mix) (con David Bowie)                                         | Queen, Bowie                        | 4:09     |  |
| 3.                                   | «Barcelona» (single version) (interpretada por Freddie Mercury y Montserrat Caballé) | Mercury, Mike Moran                 | 4:24     |  |
| 4.                                   | «Too Much Love Will Kill You»                                                        | May, Frank Musker, Elizabeth Lamers | 4:18     |  |
| 5.                                   | «Somebody to Love» (Live at Wembley Stadium, 1992) (con George Michael)              | Mercury                             | 5:07     |  |
| 6.                                   | «You Don't Fool Me»                                                                  | Queen                               | 5:23     |  |
| 7.                                   | «Heaven for Everyone» (single version)                                               | Taylor                              | 4:38     |  |
| 8.                                   | «Las Palabras de Amor»                                                               | May                                 | 4:29     |  |
| 9.                                   | «Driven by You» (interpretada por Brian May)                                         | May                                 | 4:09     |  |
| 10.                                  | «Living on My Own» (Julian Raymond album mix) (interpretada por Freddie Mercury)     | Mercury                             | 3:37     |  |
| 11.                                  | «Let Me Live»                                                                        | Queen                               | 4:45     |  |
| 12.                                  | «The Great Pretender» (interpretada por Freddie Mercury)                             | Buck Ram                            | 3:25     |  |
| 13.                                  | «Princes of the Universe»                                                            | Mercury                             | 3:31     |  |
| 14.                                  | «Another One Bites the Dust» (Small Soldiers mix)                                    | Deacon                              | 4:20     |  |
| 15.                                  | «No-One but You (Only the Good Die Young)»                                           | May                                 | 4:11     |  |
| 16.                                  | «These Are the Days of Our Lives»                                                    | Taylor                              | 4:16     |  |
| 17.                                  | «Thank God It's Christmas»                                                           | May, Taylor                         | 4:21     |  |
| 73:39                                |                                                                                      |                                     |          |  |

## Posicionamiento
| Gráficas (2001)               | Pico de posición |
| ----------------------------- | ---------------- |
| Alemania (Offizielle Top 100) | 54               |
| Países Bajos (Album Top 100)  | 5                |

| Gráficas (2002)                | Pico de posición |
| ------------------------------ | ---------------- |
| Bélgica (Ultratop flamenca)    | 10               |
| Estados Unidos (Billboard 200) | 48               |
| Irlanda (IRMA)                 | 2                |
| Italia (FIMI)                  | 3                |
| Reino Unido (UK Albums Chart)  | 2                |

| Gráficas (2012)           | Pico de posición |
| ------------------------- | ---------------- |
| Bélgica (Ultratop valona) | 3                |
| Francia (SNEP)            | 112              |

| Gráficas (2018–2019)                          | Pico de posición |
| --------------------------------------------- | ---------------- |
| Alemania (Offizielle Top 100)                 | 5                |
| Australia (ARIA)                              | 4                |
| Austria (Ö3 Austria)                          | 3                |
| Canadá (Billboard Canadian Albums)            | 6                |
| Escocia (Scottish Albums Chart)               | 8                |
| Estados Unidos Billboard 200                  | 6                |
| Estados Unidos ( (Billboard' Top Rock Albums) | 1                |
| Italia (FIMI)                                 | 3                |
| Nueva Zelanda (Recorded Music NZ)             | 7                |
| Polonia (ZPAV)                                | 1                |
| Portugal (AFP)                                | 1                |
| Reino Unido (UK Albums Chart)                 | 8                |
| Suiza (Schweizer Hitparade)                   | 2                |